# Mujer ante el espejo (Giulio Romano)
Mujer ante el espejo (título original en italiano, Dama allo specchio), conocida también como Donna al bagno (Mujer en el baño), es una de las obras de caballete más notables del pintor renacentista italiano Giulio Romano (c. 1499-1546). Originariamente, fue pintada al óleo sobre tabla (trasladado a lienzo por un tal A. Mitrochin en 1840), mide 111 x 92 cm y debió de realizarse muy probablemente al comienzo de los años 20 del siglo XVI, es decir, tras la muerte de Rafael, a quien fue atribuida, al menos, hasta mediados del XIX.
Respecto a su temática, representa una escena de la vida diaria, muy lejos de los tintes religiosos y alegóricos propios de las expresiones artísticas de la época.

## Descripción de la obra
Contra la costumbre del momento, el artista no pinta un fondo neutro sino el lujoso interior de una mansión –probablemente el palacio Maccarani Stati (Roma), diseñado por el propio autor en esos mismos años)–. La mujer aparece sentada frente a un tocador sobre el que se hallan diversos objetos que acentúan la cotidianidad de la escena; se cubre solo con un velo transparente que sostiene con la mano izquierda. Al fondo, se vislumbra la imagen de una sirvienta que tiende una especie de colcha sobre una balaustrada, lo que amplía el espacio figurativo del cuadro, prestándole mayor profundidad. Los bellos tonos ocres de las carnaciones contrastan con los grises, marrones y verdes del resto de la obra, lo que acentúa la sensualidad del conjunto. La luz frontal se intensifica en los pechos y hombros, ubicados casi en el centro de la composición, todo caracterizado por un dibujo meticuloso, una precisión casi fotográfica en el tratamiento de los detalles y un colorido brillante y diáfano.
Estilísticamente, su estudio descubre un cierto conocimiento de la denominada «Primera escuela de Fontainebleau» –dentro del manierismo europeo–, a la que el artista, por su parte, aporta el tema concreto de la «mujer sentada ante el tocador», conocido también como «dama en el baño».

### Alteraciones
Según el estudio realizado por el Museo Pushkin en los años 1930, la obra presentaba profundas alteraciones, sobre todo en la parte inferior, donde el cuerpo de la mujer había sido cubierto con una «tela azul y roja» (si se tiene en cuenta que en el inventario de la princesa de Rossano no se habla de intervenciones pictóricas extrañas, estas debieron de realizarse, como muy pronto, a finales del siglo XVII.
Se sabe también por el mismo informe que la tabla original había sido cortada en fragmentos rectangulares, salvo el correspondiente a la cabeza, de forma ovalada, convertido, al parecer, en un «cuadro independiente».

## Autoría
En 1626, forma parte de la colección de Olimpia Aldobrandini, princesa de Rossano (Roma, 1567-1637), donde se habla escuetamente de «un retrato de una mujer desnuda, sobre tabla grande, de Rafael de Urbino».
Una nueva reseña, esta vez de finales del siglo XVII, la describe ahora más extensamente como «un cuadro grande de una mujer, sobre tabla, con una mano levantada y la otra en el pecho, con un velo que le cubre la parte de abajo, de mano de Rafael de Urbino, de cuatro palmos de alto…»
Tras el reparto de la colección entre Giovan Battista Borghese y Giovan Battista Pamphili en 1682, el retrato pasa a ser propiedad de la familia Lambruschini de Florencia y, más tarde, de Camillo Pamphili, en Roma.
En su libro sobre Rafael de 1816, Joshua Reynolds y Richard Duppa dicen que entre los cuadros de la colección del príncipe de Palestrina (Roma) hay un retrato de la Fornarina, pintado por Rafael, al tiempo que hablan de otro, al parecer atribuido a Giulio Romano.
Años después, la pieza es adquirida por el Museo del Hermitage como de Rafael, si bien pronto se establece que su único autor fue Giulio Romano (solo Frederick Hartt contempla la hipótesis de que fuera comenzada por el artista en Roma poco antes de su traslado a Mantua en 1524, siendo concluida por Raffaellino del Colle).

## Datos sobre la posible identidad de la modelo
En cuanto a la posible identidad de la modelo, cabe resaltar que el cuadro ya ingresó en el Hermitage como Ritratto della giovane Beatrice d'Este, duchesa di Ferrara (en español, Retrato de la joven Beatriz de Este, duquesa de Ferrara), siendo conocido más tarde como Ritratto di Lucrezia Borgia, figlia di papa Alessandro VI, consorte del duca di Ferrara Alfonso d'Este (en español, Retrato de Lucrecia Borgia, hija del papa Alejandro VI, consorte del duque de Ferrara Alfonso de Este).

A 16 de febrero [de 1840], ha placido a Su Majestad Imperial durante su visita al Hermitage que me encargue sin demora del traslado a un lienzo comprado al vendedor Noè del cuadro de Rafael pintado sobre tabla, que representa a Beatriz de Este, registrado con el n.º 4752, como forma de reparar el grave deterioro que, debido a su antigüedad…

F. Labenski, director del museo de 1797 a 1849.

Será a partir del inventario de 1869 –en consonancia con los estudios de Gustav Friedrich Waagen y basándose en ciertas «semejanzas» entre ambos retratos–, cuando se acepte que la jeune a sa toilette (Liphart, 1928, ff. 515-516) de Romano fue la misma modelo que posó para La Fornarina (literalmente, se alude a ella como un'altra donna amata de Raffaello), es decir, de la amante de Rafael Margherita Luti.
Pero para otros autores, sin embargo, estas «semejanzas» se manifiestan solo en la estructura compositiva de ambas piezas, las posturas similares de las modelos (giradas tres cuartos a la izquierda) y en que las dos se muestran casi desnudas. Si se tiene en cuenta, además, que Marguerita permaneció en el convento de Santa Apolonia (Roma) desde el 18 de agosto de 1520 hasta su fallecimiento en 1522, resulta muy difícil demostrar que fuese la modelo del retrato.

## Obras relacionadas

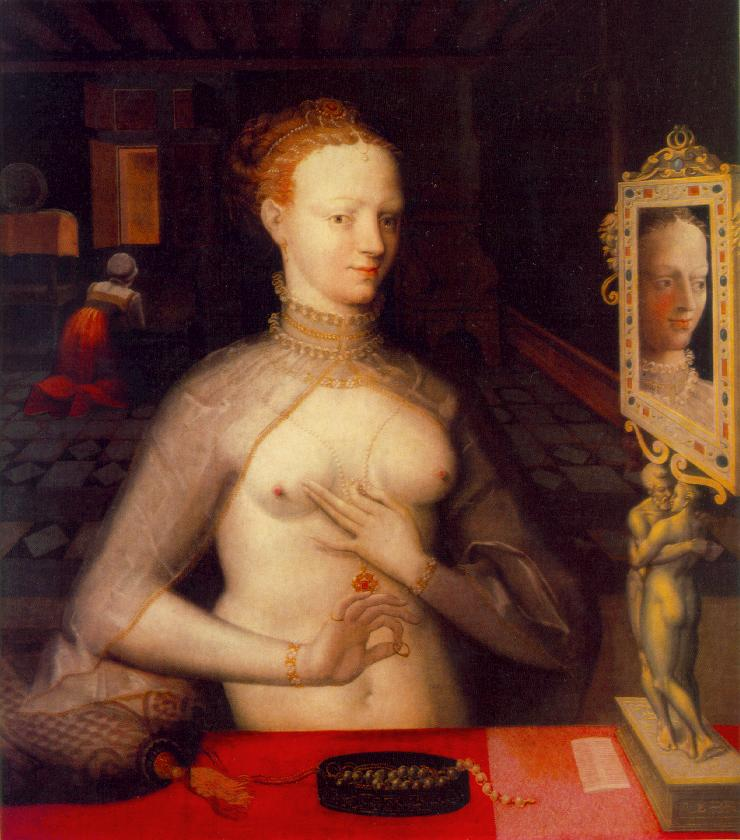
Escuela de Fontainebleau. Diana de Poitiers. c. 1550. Museo de Arte de Basilea.
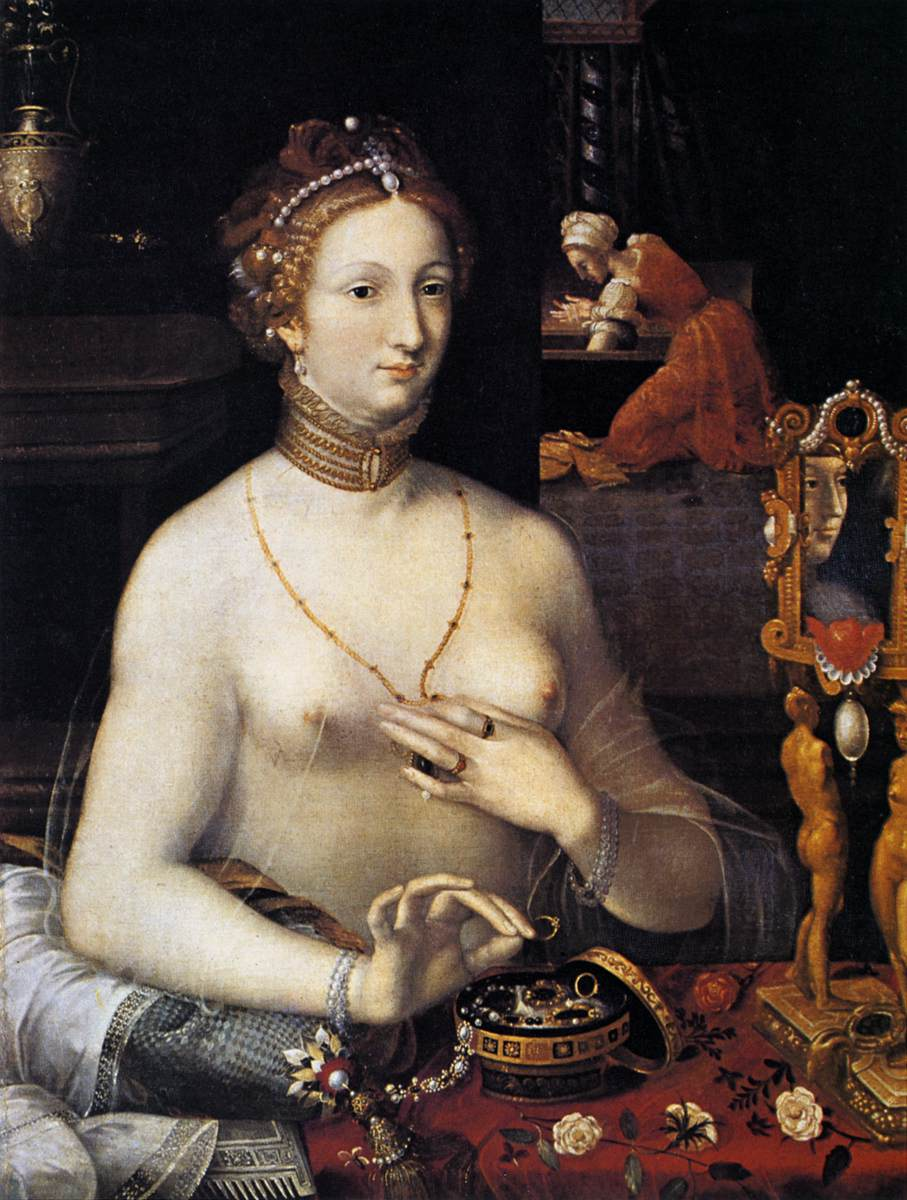
Escuela de Fontainebleau. Diana en el baño. c. 1590. Museo de Bellas Artes de Dijon.
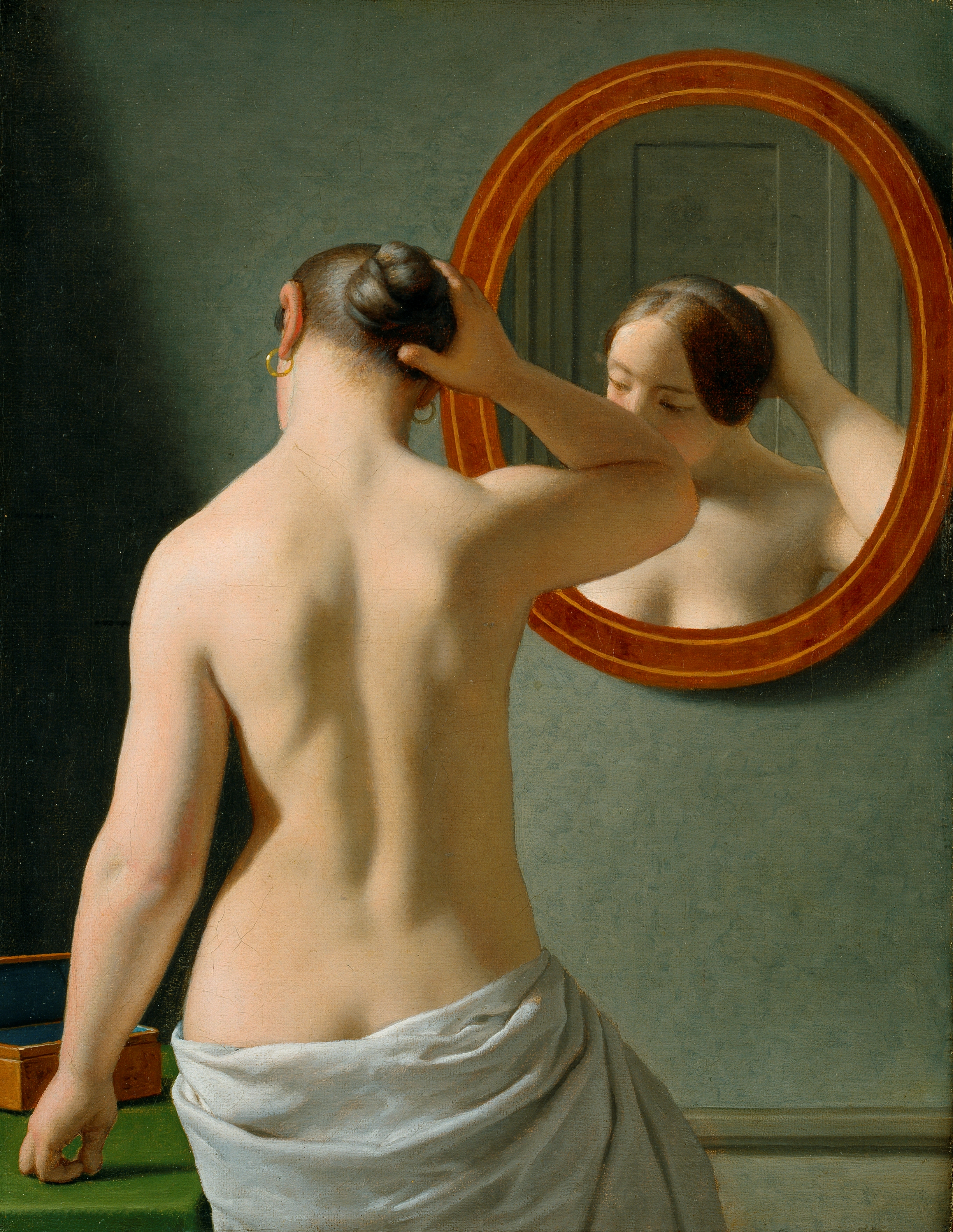
Christoffer Wilhelm Eckersberg. Desnudo del espejo. 1841. Colección Hirschsprung, Copenhague.
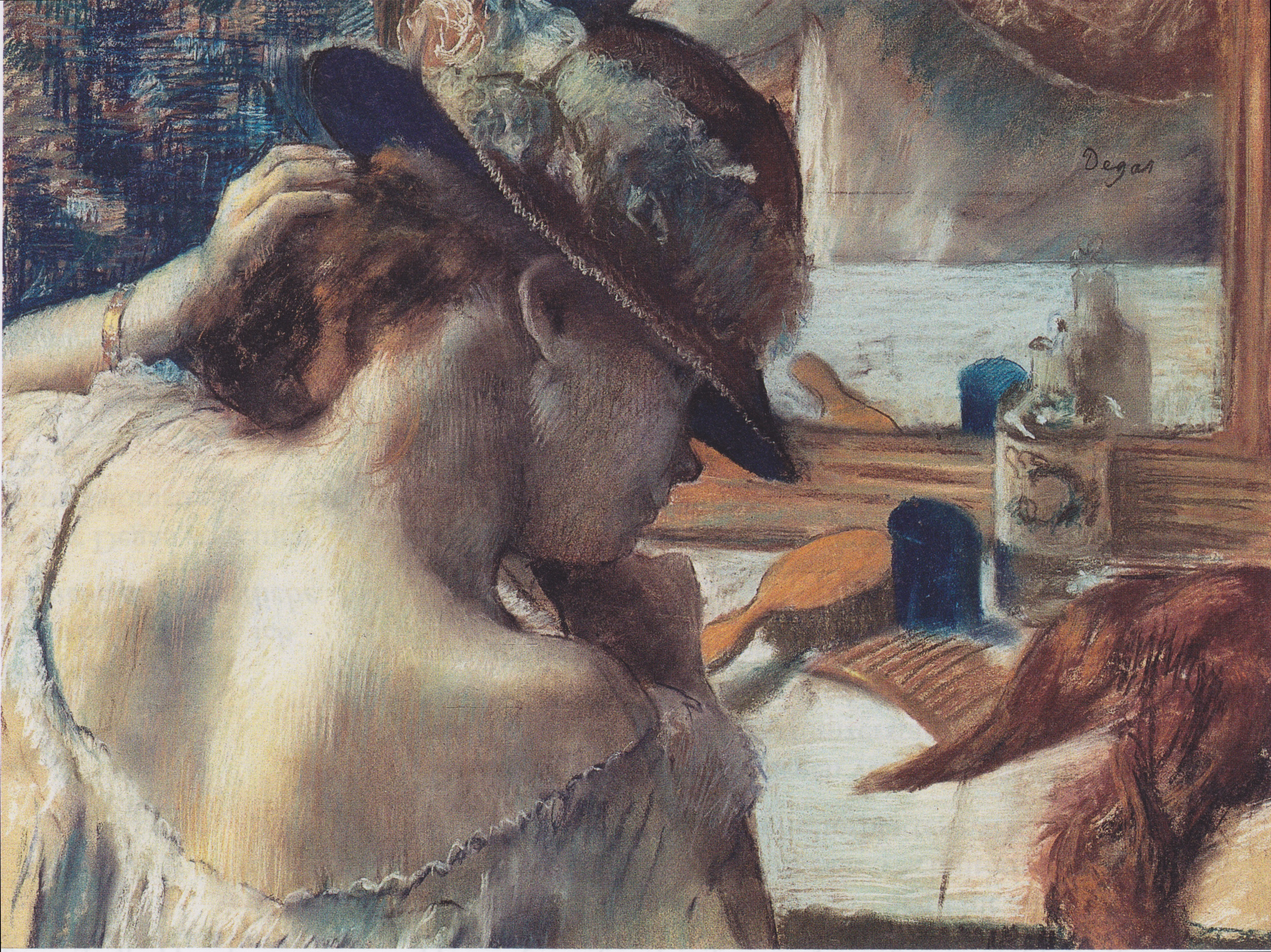
Edgar Degas. Ante el espejo. c. 1899. Kunsthalle de Hamburgo.
Tiziano. Mujer ante el espejo. c. 1511 - 1515. Museo del Louvre.